# Rozkład F Snedecora
Rozkład F Snedecora, rozkład F, rozkład Fishera-Snedecora – rozkład prawdopodobieństwa ciągłej zmiennej losowej, wykorzystywany między innymi w testach statystycznych, na przykład w analizie wariancji.

## Definicja
Jeżeli niezależne zmienne losowe {\displaystyle S_{1}} i {\displaystyle S_{2}} mają rozkłady chi-kwadrat o odpowiednio {\displaystyle d_{1}} i {\displaystyle d_{2}} stopniach swobody: {\displaystyle S_{1}\sim \chi _{d_{1}}^{2}\ {}} i {\displaystyle {}\ S_{2}\sim \chi _{d_{2}}^{2},} to zmienna losowa {\textstyle X={\frac {S_{1}/d_{1}}{S_{2}/d_{2}}}} ma rozkład F o {\displaystyle d_{1},} {\displaystyle d_{2}} stopniach swobody, co zapisujemy:
{\displaystyle X={\frac {S_{1}/d_{1}}{S_{2}/d_{2}}}\sim F_{d_{1},d_{2}}.}
Funkcja gęstości prawdopodobieństwa zmiennej {\displaystyle X} jest dana wzorem:
{\displaystyle {\begin{aligned}f_{d_{1},d_{2}}(x)&={\frac {\sqrt {\frac {(d_{1}x)^{d_{1}}\,\,d_{2}^{d_{2}}}{(d_{1}x+d_{2})^{d_{1}+d_{2}}}}}{x\operatorname {B} \left({\frac {d_{1}}{2}},{\frac {d_{2}}{2}}\right)}}\\[5pt]&={\frac {1}{\operatorname {B} \left({\frac {d_{1}}{2}},{\frac {d_{2}}{2}}\right)}}\left({\frac {d_{1}}{d_{2}}}\right)^{\frac {d_{1}}{2}}x^{{\frac {d_{1}}{2}}-1}\left(1+{\frac {d_{1}}{d_{2}}}\,x\right)^{-{\frac {d_{1}+d_{2}}{2}}}\end{aligned}}}
dla {\displaystyle x>0,} gdzie {\displaystyle \mathrm {B} } to funkcja beta.
Dystrybuanta dana jest wzorem:
{\displaystyle F_{d_{1},d_{2}}(x)=I_{d_{1}x/(d_{1}x+d_{2})}\left({\tfrac {d_{1}}{2}},{\tfrac {d_{2}}{2}}\right),}
gdzie {\displaystyle I} to regularyzowana niekompletna funkcja beta.

## Historia i nazwa
W 1924 roku Ronald Fisher stworzył tablice dla rozkładu, który oznaczył literą {\displaystyle Z=\ln(F/2),} zaś w 1934 roku George Snedecor w hołdzie Fisherowi nadał rozkładowi {\displaystyle \textstyle {\frac {S_{1}/d_{1}}{S_{2}/d_{2}}}} nazwę F i stablicował go. 